# Анаксикрат
Анаксикрат (др.-греч. Ἀναξικράτης) — греко-македонский мореплаватель, живший в IV веке до н. э.

## Биография
Вскоре после возвращения из Индийского похода в Вавилон Александр Македонский стал готовиться к походу в Аравию. Как отметил Ф. Шахермайр, было решено предварительно направить для исследования местности несколько кораблей под командованием опытных капитанов, чтобы не подвергать риску большой флот.
В то время как Гиерон Солийский отплыл с Евфрата в направлении Египта, с противоположной стороны, из Героонполя вышел корабль под началом Анаксикрата. Однако поставленной задачи Анаксикрат исполнить не смог. Достигнув Баб-эль-Мандебского пролива, из-за нехватки питьевой воды Анаксикрат был вынужден окончить своё путешествие у Хадрамаута в Счастливой Аравии. По предположению Шумовского Т. А., результаты определения условий навигации между Месопотамией и Египтом, по всей видимости, оказались не внушающими оптимизма, так как постоянное судоходство в ближайшее время налажено не было.
Критически относившийся к этим сведениям Страбон писал, что длина Аравии была определена Анаксикратом в 14 тысяч стадий. По замечанию Бухарина М. Д., Аравия представлялась древним исследователям большим прямоугольником, западная и восточная линии которого примерно совпадают по длине.
Сведения Анаксикрата использовал Феофраст в своей «Истории растений».